# Gromee

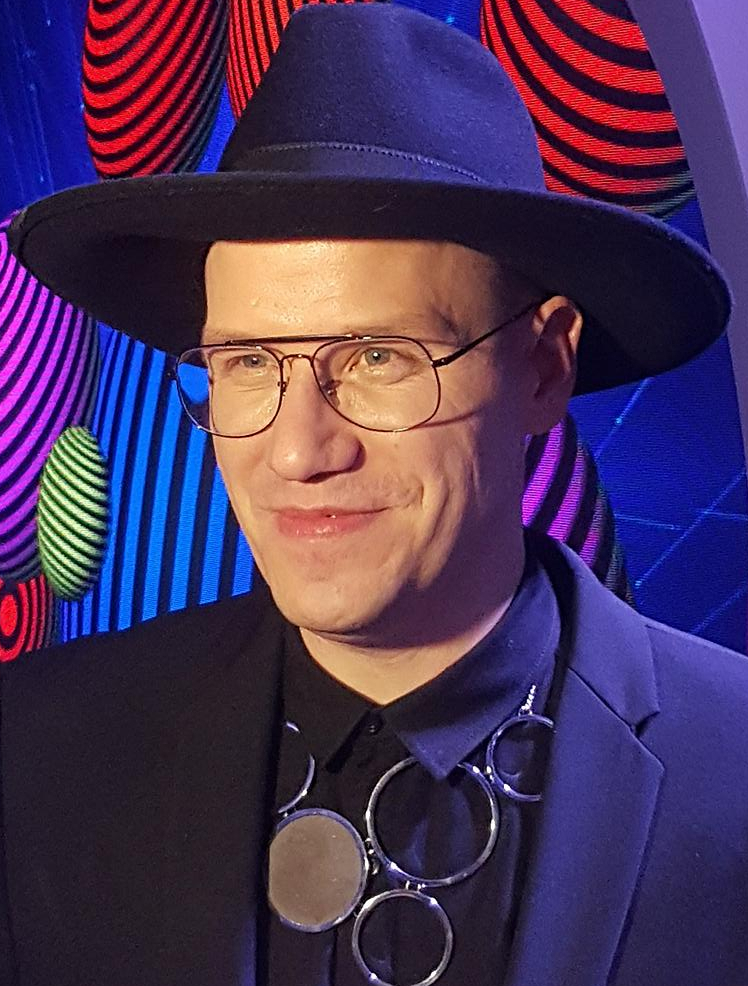
Gromee bei den Krajowe Eliminacje (2018)

Gromee, eigentlich Andrzej Gromala, (* 14. Dezember 1978 in Krakau) ist ein polnischer DJ, Remixer und Musikproduzent.

## Karriere
Seit 2017 arbeitet er mit dem schwedischen Sänger Lukas Meijer zusammen. Gemeinsam gewannen sie im Jahr 2018 den polnischen Vorentscheid zum Eurovision Song Contest und vertraten mit dem Poptitel Light Me Up Polen beim Eurovision Song Contest in Lissabon. Das Duo schied im zweiten Halbfinale aus.

## Diskografie

### Alben
| Jahr | Titel       | Höchstplatzierung, Gesamtwochen, AuszeichnungChartsChartplatzierungen (Jahr, Titel, Platzierungen, Wochen, Auszeichnungen, Anmerkungen) | Anmerkungen                         |
| Jahr | Titel       | PL | Anmerkungen                         |
| ---- | ----------- | --- | ----------------------------------- |
| 2018 | Chapter One | PL8 Gold · (5 Wo.)PL | Erstveröffentlichung: 16. März 2018 |

Weitere Alben
- 2022: Tiny Sparks

### Singles
| Jahr | Titel Album                                        | Höchstplatzierung, Gesamtwochen, AuszeichnungChartsChartplatzierungen (Jahr, Titel, Album, Platzierungen, Wochen, Auszeichnungen, Anmerkungen) | Anmerkungen                                                             |
| Jahr | Titel Album                                        | PL | Anmerkungen                                                             |
| ---- | -------------------------------------------------- | --- | ----------------------------------------------------------------------- |
| 2015 | Follow You Chapter One                             | PL11 Gold · (4 Wo.)PL | Erstveröffentlichung: 2. Februar 2015 feat. WurlD                       |
| 2016 | Fearless Chapter One                               | PL10 ×2Doppelplatin · (23 Wo.)PL | Erstveröffentlichung: 1. Juli 2016 feat. May-Britt Scheffer, Raz Nitzan |
| 2016 | Spirit Chapter One                                 | PL1 Platin · (38 Wo.)PL | Erstveröffentlichung: 10. November 2016 feat. Mahan Moin                |
| 2017 | Runaway Chapter One                                | PL7 Gold · (30 Wo.)PL | Erstveröffentlichung: 19. April 2017 feat. Mahan Moin                   |
| 2017 | Without You Chapter One                            | PL9 Platin · (22 Wo.)PL | Erstveröffentlichung: 15. November 2017 feat. Lukas Meijer              |
| 2017 | Zaśnieżone miasta –                                | PL23 a (16 Wo.)PL | Erstveröffentlichung: 1. Dezember 2017 feat. Sound’n’Grace              |
| 2018 | Light Me Up Chapter One                            | PL1 ×2Doppelplatin · (33 Wo.)PL | Erstveröffentlichung: 15. Februar 2018 feat. Lukas Meijer               |
| 2018 | One Last Time –                                    | PL1 ×3Dreifachplatin · (41 Wo.)PL | Erstveröffentlichung: 6. Juli 2018 feat. Jesper Jenset                  |
| 2019 | Love Me Now –                                      | PL62 (1 Wo.)PL | Erstveröffentlichung: 10. April 2019 feat. WurlD & Dewon Terrell        |
| 2019 | Górą Ty –                                          | PL2 (54 Wo.)PL | Erstveröffentlichung: 29. Mai 2019 mit Golec uOrkiestra feat. Bedoes    |
| 2019 | Love You Better –                                  | PL10 (13 Wo.)PL | Erstveröffentlichung: 19. Juli 2019                                     |
| 2019 | Król –                                             | PL10 ×2Doppelplatin · (12 Wo.)PL | Erstveröffentlichung: 16. August 2019 mit Edyta Górniak                 |
| 2019 | Share the Joy –                                    | PL2 (15 Wo.)PL | Erstveröffentlichung: 24. November 2019                                 |
| 2020 | Sweet Emotions Tiny Sparks                         | PL6 (15 Wo.)PL | Erstveröffentlichung: 20. März 2020 mit Jesper Jenset                   |
| 2020 | Powiedz mi (kto w tych oczach mieszka) Tiny Sparks | PL6 Platin · (16 Wo.)PL | Erstveröffentlichung: 3. Juli 2020 feat. Ania Dąbrowska & Abradab       |
| 2020 | Worth It Tiny Sparks                               | PL1 Gold · (39 Wo.)PL | Erstveröffentlichung: 18. November 2020 feat. Ásdís                     |
| 2021 | Cool Me Down Tiny Sparks                           | PL2 Gold · (27 Wo.)PL | Erstveröffentlichung: 23. April 2021 feat. Inna                         |
| 2021 | Talk To Me Tiny Sparks                             | PL23 (6 Wo.)PL | Erstveröffentlichung: 10. September 2021 mit Catali                     |
| 2021 | Broken Tiny Sparks                                 | PL95 (1 Wo.)PL | Erstveröffentlichung: 19. November 2021 mit Olivia Addams               |
| 2022 | Send Me Your Love Tiny Sparks                      | PL5 (21 Wo.)PL | Erstveröffentlichung: 6. Mai 2022 mit Antonia                           |
| 2022 | Sztuka latania –                                   | PL33 Gold · (5 Wo.)PL | Erstveröffentlichung: 14. Oktober 2022 mit Wac Toja & Sara Chmiel       |

Weitere Singles
- 2011: Open Up Your Heart (feat. Jayden Felder)
- 2012: You Make Me Say (feat. Tommy Gunn, Ali Tennant)
- 2012: Live for the Light (feat. Ali Tennant)
- 2013: Hurricane (feat. Terri B!)
- 2013: Gravity (feat. Andreas Moe)
- 2013: All Night (feat. WurlD)
- 2014: Live Forever (feat. Anderz Wrethov)
- 2015: 2BA
- 2015: Who Do You Love (feat. WurlD)
- 2017: All Night 2017 (feat. WurlD)
- 2017: Seagulls
- 2023: Ty i ja (mit Sara Chmiel)

### Remixe
| Jahr | Titel Album                          | Höchstplatzierung, Gesamtwochen, AuszeichnungChartsChartplatzierungen (Jahr, Titel, Album, Platzierungen, Wochen, Auszeichnungen, Anmerkungen) | Anmerkungen                                        |
| Jahr | Titel Album                          | PL | Anmerkungen                                        |
| ---- | ------------------------------------ | --- | -------------------------------------------------- |
| 2015 | Nieprawda (Gromee Remix) Chapter One | PL1 (32 Wo.)PL | Erstveröffentlichung: 14. Juni 2015 Ania Dąbrowska |
| 2018 | Ćma (Gromee Remix) –                 | PL21 (16 Wo.)PL | Erstveröffentlichung: 24. August 2018 Reni Jusis   |
| 2018 | Bassa Sababa –                       | PL23 (6 Wo.)PL | Erstveröffentlichung: 14. September 2018 Netta     |

Weitere Remixe
- 2010: Nelly Furtado – Night Is Young (Gromee Remix)
- 2013: Depeche Mode – Walking in My Shoes (Gromee Remix)
- 2015: Giorgio Moroder – Déjà vu feat. Sia (Gromee Remix)
- 2016: Beata Kozidrak – Upiłam się Tobą (Gromee Remix)

## Auszeichnungen
- Eska Music Awards 2017: Bester DJ/Produzent

## Belege
1. ↑  Poland: Gromee & Lukas Meijer win Krajowe Eliminacje 2018 and will go to Lisbon!
2. 1 2 3  Chartquellen: PL (Alben) PL (Singles)
3. 1 2  Auszeichnungen für Musikverkäufe: PL

| Personendaten    | Personendaten                             |
| ---------------- | ----------------------------------------- |
| NAME             | Gromee                                    |
| ALTERNATIVNAMEN  | Gromala, Andrzej (wirklicher Name)        |
| KURZBESCHREIBUNG | polnischer DJ, Remixer und Musikproduzent |
| GEBURTSDATUM     | 14. Dezember 1978                         |
| GEBURTSORT       | Krakau, Polen                             |